# Deportes Valdivia
Dernière mise à jour : 25 mai 2024.

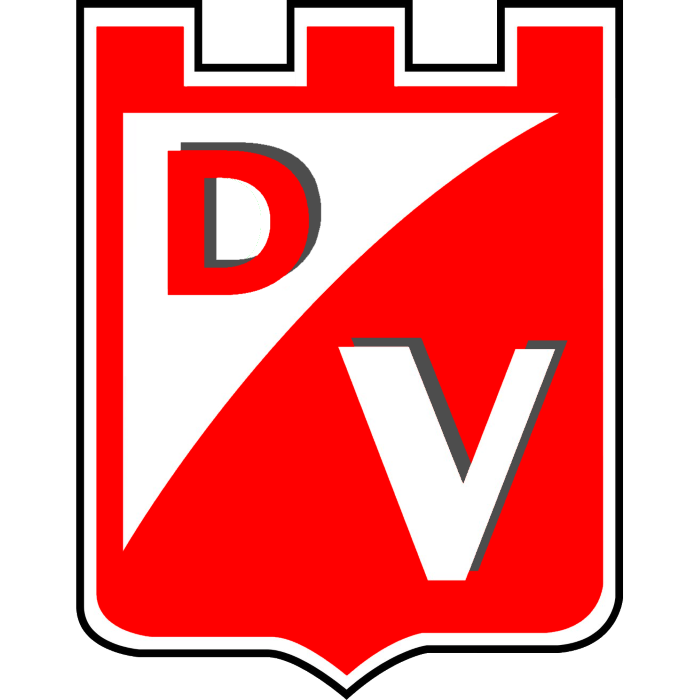

Le Club de Deportes Valdivia est un club de football chilien basé à Valdivia.

## Histoire
Le club évolue en première division en 1988 et 1989.

## Palmarès
- Championnat du Chili D3
  - Champion : 2006 et 2015-16